# Alessandro Leardini
Alessandro Leardini (Urbino, 1610 ca. – ?, dopo 1652) è stato un compositore italiano.

## Biografia
Nato a Urbino, nulla si sa sulla sua formazione e sugli ambienti in cui avviò la sua carriera. La prima traccia della sua attività sono i due intermedi La Frode e L'Adulatione e l'Instabilità, composti per l'opera La finta savia, su libretto di Giulio Strozzi, posta in musica da Filiberto Laurenzi, con apporti di altri compositori, e andata in scena a Venezia nel teatro dei Ss. Giovanni e Paolo nel carnevale 1643, e che vide protagonista il celebre soprano Anna Renzi.

Successivamente, mise in musica il dramma Argiope di Giovanni Battista Fusconi, il cui libretto venne stampato a Venezia nel 1649, con dedica ad Anna Renzi, che ne dovette essere l'interprete principale.

Dalla raccolta Florida verba (Roma, G.B. Robletti, 1648), curata da Florido de Silvestris, che include il suo mottetto Miserator Dominus a 4 voci, apprendiamo che all'epoca era «musico del cavaliere Sforza» ovvero di Francesco Sforza, cavaliere di Malta e marchese di Caravaggio.

Nel 1649 si stabilì a Mantova come maestro di cappella del duca Carlo II Gonzaga. In quell'anno compose, infatti, le musiche della tragicommedia per musica Psiche, su libretto di Diamante Gabrielli, rappresentata al teatro ducale di Mantova in occasione delle nozze del duca con Isabella Claria d'Austria.

Per la stessa corte compose anche le musiche per l'Introduzzione al balletto dei dodeci Cesari Augusti, eseguito in occasione delle nozze dell'imperatore Ferdinando III con Eleonora Gonzaga nel 1651, e per il torneo Festa della barriera  per la visita degli arciduchi Ferdinando Carlo, con la moglie Anna de' Medici, e Sigismondo Francesco d'Austria nel carnevale 1652. 

Al periodo mantovano risalgono quattro cantate per soprano e basso continuo conservate manoscritte presso la Biblioteca Estense di Modena.

## Opere

### Opere sceniche
- La Frode e L'Adulatione e l'Instabilità, intermedi per l'opera La finta savia (Venezia, 1643)
- Argiope. Favola musicale, libretto di Giovanni Battista Fusconi (Venezia, 1649)
- Psiche. Tragicomedia rappresentata in musica et dedicata alla serenissima Isabella Clara arciduchessa d'Austria etc. nelle sue augustissime nozze col serenissimo Carlo Secondo duca di Mantova, Monferrato, libretto di Diamante Gabrielli (Mantova, 1649)
- Introduzzione al balletto dei dodeci Cesari Augusti, testo di Angelo Tarachia (Mantova, 1651)
- Festa della barriera, torneo (Mantova, 1652)

### Cantate (per soprano e basso continuo)
- Ahi dolci glorie
- Penoso è quel contento
- A Dio mia libertà
- Non m'asciugate il pianto